# Arquebisbat de Galveston–Houston

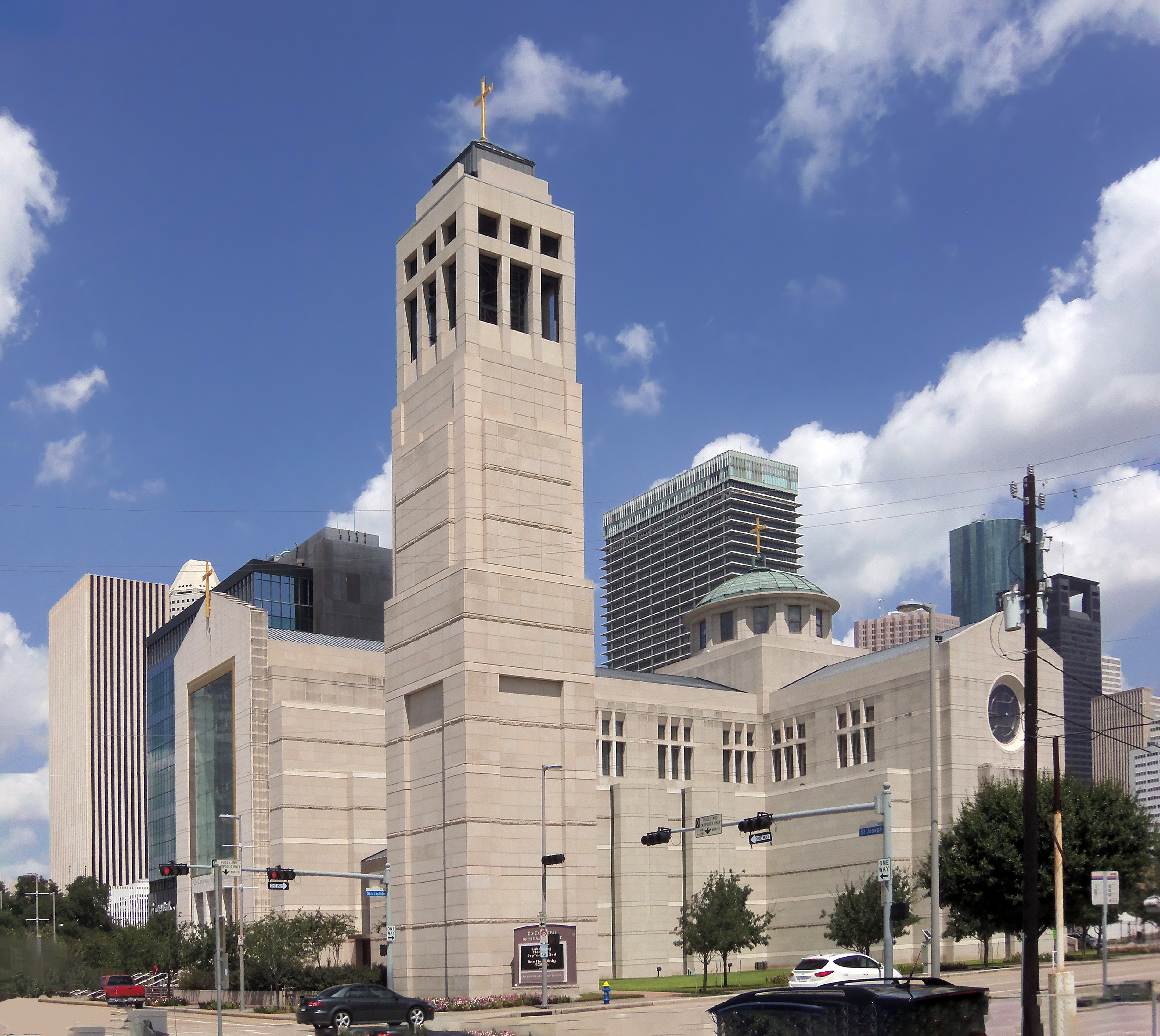
La cocatedral del Sagrat Cor, a Houston.

L'arquebisbat de Galveston–Houston  (anglès: Archdiocese of Galveston–Houston; llatí: Archidioecesis Galvestoniensis–Houstoniensis) és una seu metropolitana de l'Església Catòlica als Estats Units, que pertany a la regió eclesiàstica X (AR, OK, TX). El 2012 tenia 1.170.403 batejats sobre una població de 6.099.524 habitants. Actualment està regida per l'arquebisbe cardenal Daniel Nicholas DiNardo.

## Territori
L'arxidiòcesi ocupa 10 comtats del sud-est de Texas, als Estats Units: Austin, Brazoria, Fort Bend, Galveston, Grimes, Harris, Montgomery, San Jacinto, Walker i Waller.
La seu arxiepiscopal és la ciutat de Galveston, on es troba la basílica catedral de Santa Maria. A Houston es troba la cocatedral del Sagrat Cor, que és on se celebren totes les principals litúrgies arxidiòcesanes. Al Downtown Houston es troba la cancelleria de l'arxidiòcesi.
El territori s'estén sobre 23.257 km², i està dividit en 146 parròquies.

## Història
La història arxidiocesana començà amb l'erecció de la prefectura apostòlica de Texas el 1839, fent de Galveston l'Església Mare de Texas. La prefectura va ser elevada a vicariat apostòlic el 16 de juliol de 1841 mitjançant el breu Universi dominici gregis del Papa Gregori XVI. El 4 de maig de 1847 el vicariat esdevingué la diòcesi de Galveston i l'església de Santa Maria va ser designada com a catedral. El 19 de juliol de 1850 passà a formar part de la província de New Orleans.
El 28 d'agost de 1874 cedí part del seu territori per tal que s'erigís la diòcesi de San Antonio (avui arxidiòcesi) i del vicariat apostòlic de Brownsville (avui bisbat de Corpus Christi).
El 15 de juliol de 1890 cedí una nova porció de territori per tal que s'erigís el bisbat de Dallas.
El 1926 la diòcesi va ser incorporada a la nova província de San Antonio.
Després del devastador huracà de Galveston de 1900, Houston començà a créixer després que es completés el port.
El 15 de novembre de 1947 cedí una nova porció de territori a benefici de l'erecció del bisbat de Austin.
A petició de Wendelin J. Nold, cinquè bisbe de Galveston, el Papa Joan XXIII autoritzà la construcció d'una cocatedral de conveniència a Houston i, el 25 de juliol de 1959, el nom de la diòcesi passà a ser el de diòcesi de Galveston-Houston. La parròquia del Sagrat Cor, una església situada al downtown Houston, va ser nomenada cocatedral de la diòcesi. Aquest canvi va convertir Houston en seu episcopal, i va permetre que se celebressin plenes cerimònies episcopals tant a Galveston com a Houston.
El 25 de juny de 1966, el 13 d'abril de 1982 i el 12 de desembre de 1986 cedí noves porcions de territori per tal que s'erigissin les diòcesis de Beaumont, de Victoria in Texas i de Tyler.
El 1979, el Papa Joan Pau II reconegué la importància de la catedral diocesana en el desenvolupament de Texas i en els Estats Units occidentals i elevà la catedral de Santa Maria al rang de basílica menor.
A finals del segle xx, la diòcesi havia esdevingut una de les majors dels Estats Units, amb les seves ciutats episcopals esdevenint importants internacionalment. En reconeixement, el Papa Joan Pau II creà la nova província eclesiàstica de Galveston–Houston, elevant la seu al rang d'arxidiòcesi metropolitana mitjançant la butlla Cum pacis et gaudii del 29 de desembre de 2004. El bisbe Joseph Fiorenza, qui havia encapçalat la diòcesi durant 20 anys, esdevingué el primer arquebisbe, i el bisbe Daniel DiNardo es convertí en arquebisbe coadjutor.

## Cronologia episcopal
- John Timon, C.M. † (12 d'abril de 1840 - 16 de juliol de 1841)[6] (prefetto senza dignità episcopale)
- Jean Marie (John Mary) Odin, C.M. † (16 de juliol de 1841 - 15 de febrer de 1861 nomenat arquebisbe de New Orleans)
- Claude Marie Dubuis † (21 d'octubre de 1862 - 4 de desembre de 1892 jubilat)
  - Aloysius Meyer, C.M. † (5 de juliol de 1881 - ?) (administrador apostòlic electe)
- Nicholas Aloysius Gallagher † (16 de desembre de 1892[7] - 21 de gener de 1918 mort)
- Christopher Edward Byrne † (18 de juliol de 1918 - 1 d'abril de 1950 mort)
- Wendelin Joseph Nold † (1 d'abril de 1950 - 22 d'abril de 1975 jubilat)
- John Louis Morkovsky † (22 d'abril de 1975 - 21 d'agost de 1984 jubilat)
- Joseph Anthony Fiorenza (6 de desembre de 1984 - 28 de febrer de 2006 jubilat)
- Daniel Nicholas DiNardo, des del 28 de febrer de 2006

## Estadístiques
A finals del 2012, l'arxidiòcesi tenia 1.170.403 batejats sobre una població de 6.099.524 persones, equivalent al 19,2% del total.
| any  | població  | població  | població | sacerdots | sacerdots       | sacerdots       | sacerdots             | diaques | religiosos | religiosos | parroquies |
| ---- | --------- | --------- | -------- | --------- | --------------- | --------------- | --------------------- | ------- | ---------- | ---------- | ---------- |
| any  | batejats  | total     | %        | total     | clergat secular | clergat regular | batejats por sacerdot | diaques | homes      | dones      |            |
| 1950 | 205.148   | 1.505.602 | 13,6     | 225       | 122             | 103             | 911                   |         | 42         | 850        | 92         |
| 1966 | 386.395   | 2.931.000 | 13,2     | 354       | 166             | 188             | 1.091                 |         | 110        | 1.200      | 104        |
| 1970 | 301.647   | 2.250.000 | 13,4     | 357       | 161             | 196             | 844                   |         | 216        | 760        | 111        |
| 1976 | 362.511   | 2.660.000 | 13,6     | 378       | 156             | 222             | 959                   | 80      | 258        | 500        | 128        |
| 1980 | 437.170   | 2.960.000 | 14,8     | 185       | 185             |                 | 2.363                 | 106     | 22         | 649        | 157        |
| 1990 | 646.000   | 3.741.000 | 17,3     | 455       | 207             | 248             | 1.419                 | 183     | 277        | 607        | 160        |
| 1999 | 906.330   | 4.396.876 | 20,6     | 413       | 195             | 218             | 2.194                 | 256     | 18         | 508        | 151        |
| 2000 | 908.190   | 4.442.230 | 20,4     | 437       | 216             | 221             | 2.078                 | 292     | 261        | 518        | 151        |
| 2001 | 951.360   | 4.528.005 | 21,0     | 439       | 219             | 220             | 2.167                 | 297     | 256        | 498        | 151        |
| 2002 | 974.312   | 4.704.532 | 20,7     | 443       | 217             | 226             | 2.199                 | 300     | 257        | 503        | 150        |
| 2003 | 1.006.425 | 4.704.532 | 21,4     | 438       | 215             | 223             | 2.297                 | 250     | 244        | 482        | 150        |
| 2004 | 1.041.123 | 4.972.544 | 20,9     | 437       | 216             | 221             | 2.382                 | 362     | 254        | 499        | 150        |
| 2006 | 1.045.030 | 5.250.984 | 19,9     | 441       | 219             | 222             | 2.369                 | 357     | 254        | 523        | 149        |
| 2009 | 1.128.065 | 5.572.087 | 20,2     | 442       | 224             | 218             | 2.552                 | 390     | 242        | 471        | 149        |
| 2012 | 1.170.403 | 6.099.524 | 19,2     | 441       | 227             | 214             | 2.653                 | 402     | 238        | 449        | 146        |